# Ипек, Кенан
Кенан Ипек (тур. Kenan İpek; род. 5 октября 1959, Ризе) — турецкий прокурор и судья. С 7 марта по 17 ноября 2015 года занимал должность министра юстиции. Одновременно с этим с 7 марта по 24 ноября 2015 года занимал должность председателя высшего совета судей и прокуроров.

## Биография
Родился в 1959 году в городе Ризе. В 1982 году окончил юридический факультет Стамбульского университета. Затем работал прокурором. С 12 ноября 1997 года работал в министерстве юстиции. С 26 августа 2008 по 31 декабря 2013 года занимал должность главного советника министерства юстиции. 1 января 2014 года занял должность заместителя министра юстиции Турции.
Согласно требованию Конституции Турции, беспартийный политик, занимающий должность министра обязан по меньшей мере за три месяца до парламентских выборов уступить занимаемую должность своему заместителю. Таким образом, Кенан Ипек 7 марта 2015 года занял должность министра юстиции, заменив Бекира Боздага. Одновременно с этим с 7 марта по 24 ноября 2015 года Ипек занимал должность председателя высшего совета судей и прокуроров.
В конце апреля 2015 года Высший совет судей и прокуроров отстранил от работы судей, отпустивших на свободу ведущего Samanyolu TV Хидаета Караджу, а также 70 полицейских. Отпущенные подозревались в связях с движением Гюлена, Караджа также обвинялся в создании вооружённой террористической организации. Ипек заявил, что судьи, санкционировавшие освобождение подозреваемых, нарушили закон, помимо этого, отстранённые были обвинены в связях с движением Гюлена. Президент Реджеп Эрдоган поддержал отстранение судей, тогда как ряд представителей оппозиции обвинили правительство в нарушении принципа независимости судебной системы.
В мае того же года Высший совет судей и прокуроров также отстранил от работы четырёх судей и прокурора, принимавших участие в расследовании коррупционного скандала.